# 竺可楨

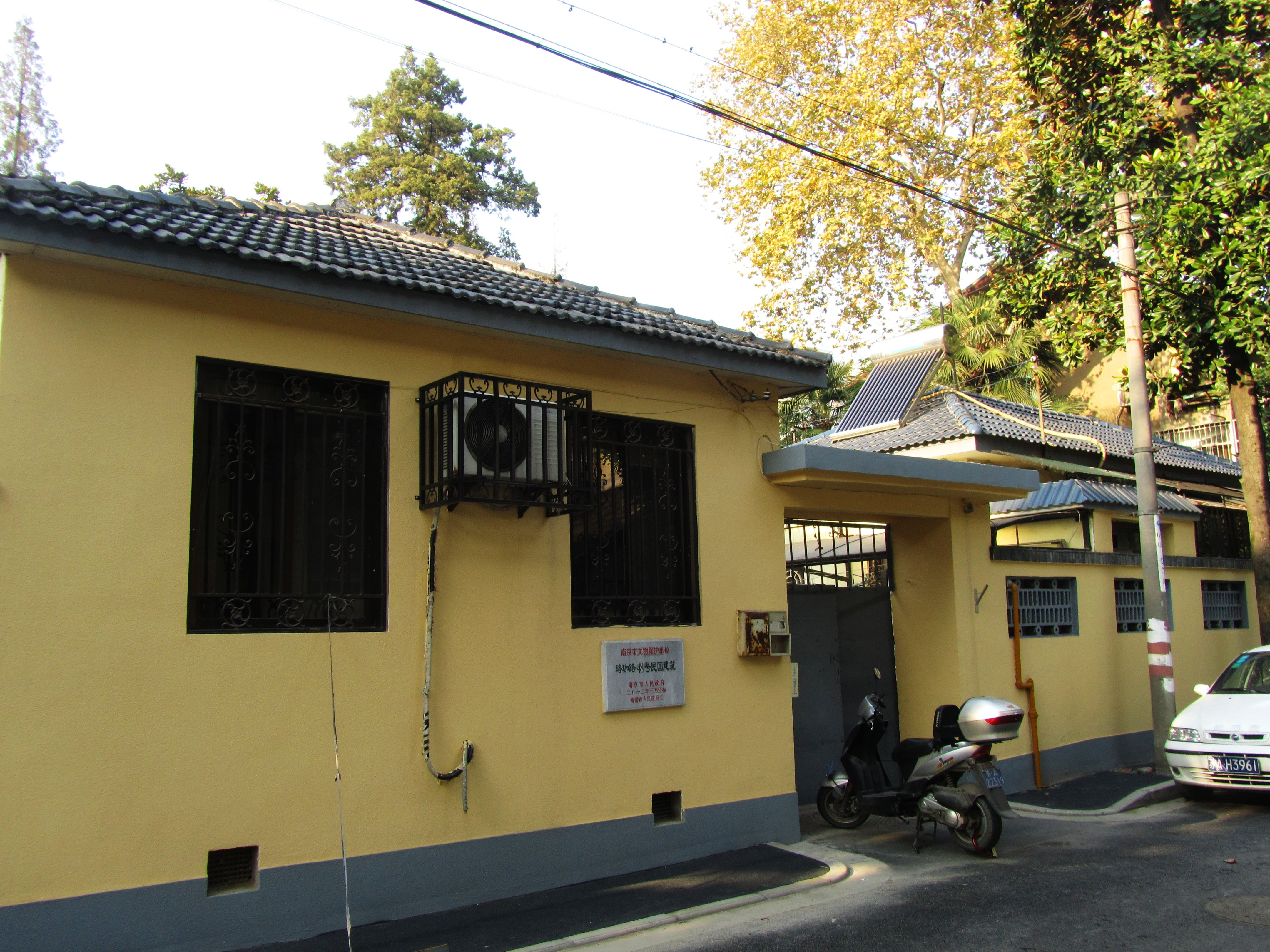
南京市にある、竺可楨の旧宅。「珞珈路48号民国建築」として南京市の保存建築物となっている。

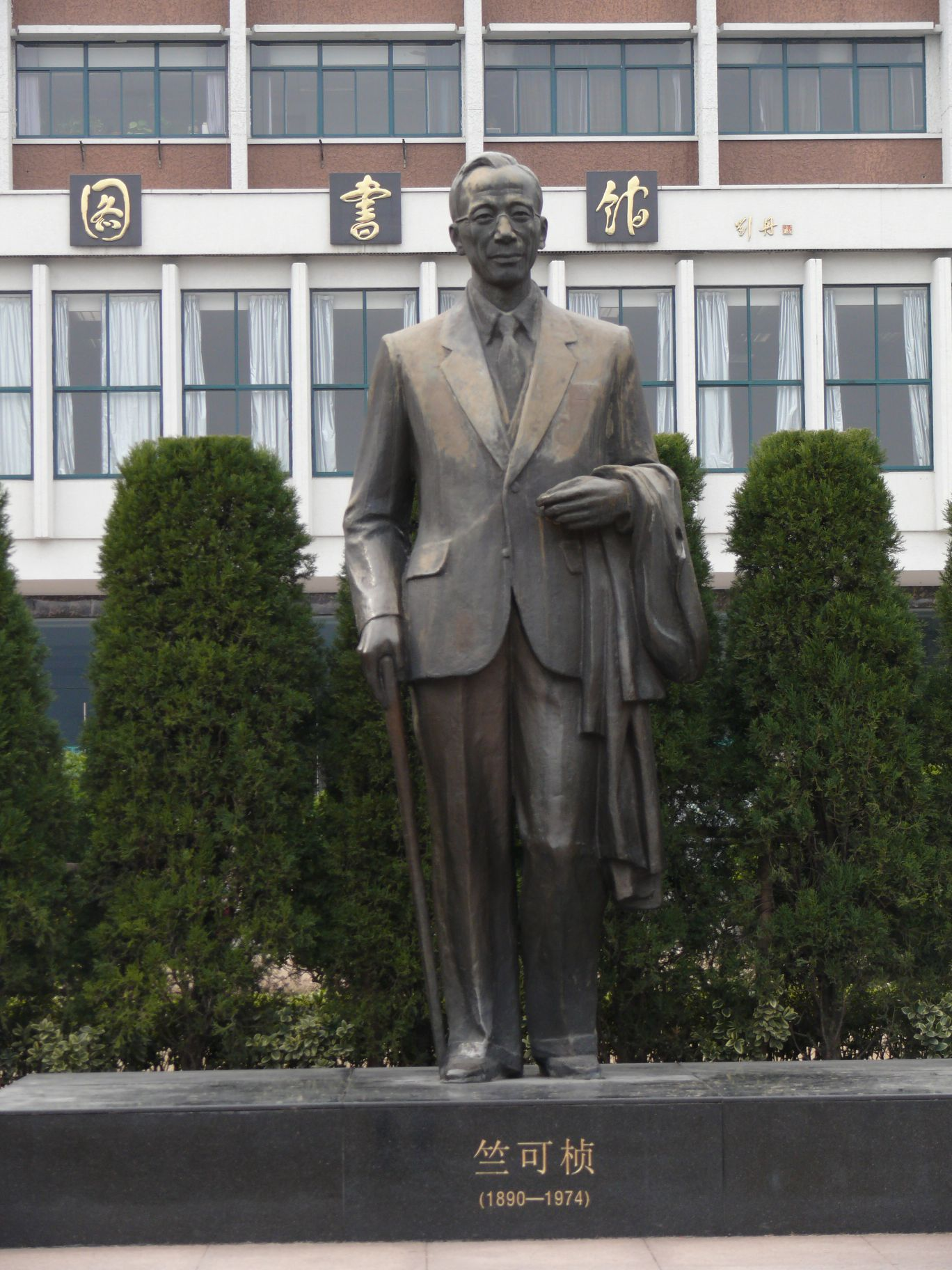
竺可楨像、浙江大学玉泉校区。

竺 可楨（じく かてい、チュー・コーチェン、竺可桢、拼音: Zhú Kězhēn、Coching Chu、1890年3月7日 - 1974年2月7日）は、中国の気象学者、地質学者、教育者。

## 経歴
竺可楨は、浙江省紹興県（後の紹興市上虞区）に生まれた。
1910年に大学教育を受けるためにアメリカ合衆国へ公費留学した。1913年には、イリノイ大学農学部を卒業した。1918年には、ハーバード大学から気象学のPhDを授与された。
1918年に帰国し、国立武昌高等師範学校を経て、南京高等師範学校〜国立東南大学教授となった。
1928年、中央研究院に新設された気象研究所の所長となり、以降、中国全土における気象観測網の整備に努めた。
1936年に浙江大学学長となり、日中戦争下の困難な時期に大学の運営に当たった。蔣介石の台湾への退去の際には、退去を拒み、大陸にとどまった。
中華人民共和国の建国後は北京市に移って、1950年には中国科学院初代副院長となり、以降、全国人民代表大会常務委員、中国地理学会会長、中国気象学会会長などを歴任した。

## 配偶者

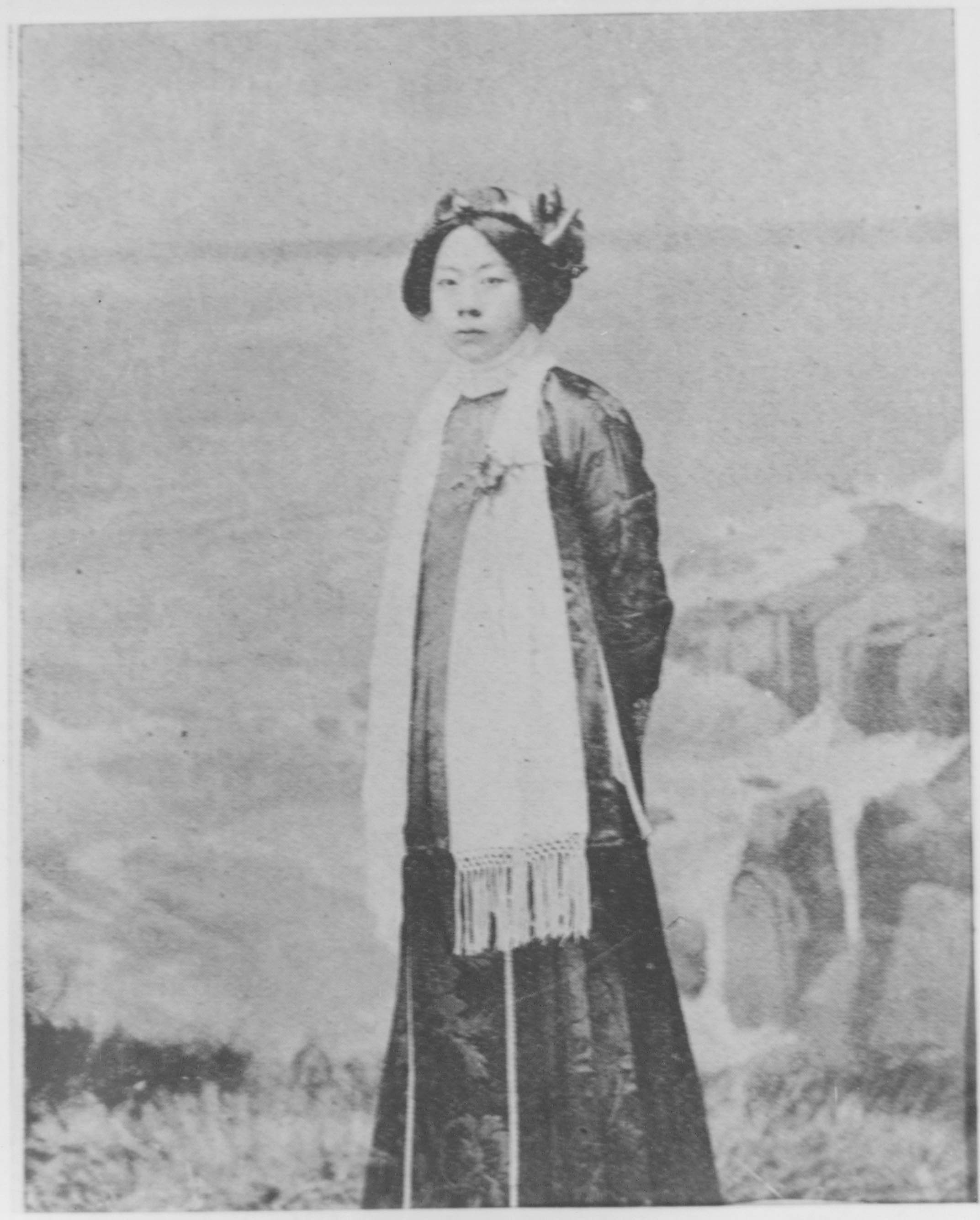
1919年出版の書籍に掲載された、飛行士姿の張俠魂。

1919年12月27日、竺可楨は上海市で、当時、名家出身の才女として、また中国初の女性飛行士として有名であった張俠魂と結婚式を挙げた。夫妻は20年連れ添い、子どもたちも生まれたが、その多くが浙江大学の西方への退去の中で赤痢のため亡くなり、張夫人も1938年8月3日に江西省泰和県で赤痢のために病死した。
妻子を失った竺可楨は、後添えとして陳汲と再婚することとなり、1939年9月18日に峨眉山金頂で結婚し、1940年3月15日には重慶市で婚礼をした。ふたりの間には娘がひとり生まれた。